# Corásmia (província)
Corásmia (em usbeque: Xorazm) é uma província (viloyatlar) do Usbequistão com capital em Urguenche. Tem 6 050 quilômetros quadrados e segundo censo de 2020, havia 1 866 493 habitantes.